# スコフィールドバラックス
スコフィールドバラックス（英: Schofield Brracks）はアメリカ合衆国ハワイ州オアフ島中央部の町ワヒアワに所在するアメリカ陸軍の基地。第25歩兵師団などの駐屯地となっている。敷地は約72平方キロメートル。約1万6千人が勤務する。南北戦争の北軍のジョン・マカリスター・スコフィールド少将にちなんで命名。隣接するウィーラー航空基地およびホノルル市内にあるフォート・シャフターとともにハワイに三つある陸軍基地のうちのひとつである。

## 歴史
アメリカ合衆国によるハワイ併合以前はワイアナエ・ウカと呼ばれる地域であった。1872年に当時の国防長官であったスコフィールド中将がハワイを訪問。ハワイの軍事的・地理的重要性を痛感しウィリアム・マッキンリー大統領に軍事基地の建設を進言する。ワイアナエ・ウカ地域はノースショアとホノルルのほぼ中間に位置する利便性があったものの、当時の技術では水資源の確保が難しいという理由から基地の建設は見送られた。
1908年にジョセフ・キャスナー大尉が中隊を率いてワイアナエ・ウカ地域に駐屯。駐屯地はキャスナー村、レイレフアバラックなど様々な名前で呼ばれるが、1909年に国防省が正式にスコフィールドバラックスと命名。当時はまだテントなどのみで、陸軍基地と呼べるものではなかった。
1920年にハワイがアメリカ陸軍の正式な管轄区になり、国防省が陸軍基地の建設を決定。水資源の問題は水道、貯水池およびダムの建設で賄うことになった。1938年にはスコフィールドバラックスの人口は14000を超える。
1941年に太平洋戦争が勃発すると第24歩兵師団および第25歩兵師団がスコフィールドバラックスを作戦拠点とするため人口は急増。一時は200万人を超える大所帯となる。　戦争終結後、両師団はともに日本に移動し、人口は2000人程度に減少。1954年に第25師団のみ戻ってくる（第24師団は解散）。
2022年時点、軍事諜報を担う第500軍事情報旅団が駐屯する。

## 鶏
スコフィールドバラックス基地内には300羽前後（2015年・推定）のニワトリおよび雛がいる。ニワトリの正確ないきさつおよび所有者は不明。おそらく過去に居住者が持ち込んだものが逃亡、繁殖したものと言われている。陸軍広報部およびハワイ州農務省によると、ニワトリがほしい人は勝手に捕まえて持って帰っても構わないが、病原菌や寄生虫などを持っている可能性があるとのこと。